# Franz Lindner
Franz Lindner (auch Franz Lindener; † 7. oder 8. Februar 1564) war Unterstadtschreiber, Richter und Bürgermeister in Görlitz.

## Leben
Im Jahr 1530 wurde Franz Lindner, damals noch Unterstadtschreiber in Görlitz, zum Augsburger Reichstag abgesandt, wo die Confessio Augustana gelesen und übergeben wurde.
Seit dem Jahr 1533 war Franz Lindner königlicher Richter. Im Jahr 1535 starb seine Ehefrau Anna Rösler, Tante Georg Röslers. Wahrscheinlich wegen seiner nächste Ehe wurde Lindner als „Schwiegersohn Hans Emerichs“ bezeichnet. 1544 reiste er mit Franz Schneider und Johannes Hass, dessen letzte Reise es war, zu Verhandlungen mit König Ferdinand nach Prag. Am 29. Mai 1546 wurde Lindner von Kaiser Karl V. geadelt und empfing auch ein Wappen. 1547, nach dem Pönfall trat er dem Schöppenkollegium bei und wurde 1549 von „königlichen Commissarien“ erstmals zum Bürgermeister bestimmt. 
Mitte der 1550er Jahre setzte sich Franz Lindner „energisch“ für den Kauf von Penzig ein, auf den Görlitz aufgrund der hohen Kaufsumme zunächst verzichten wollte, und verwies darauf, dass eine Herrschaft wie in Penzig nicht für ein deo gratias zu haben sei. Penzig und andere Güter wurden 1553 an Görlitz verpfändet und schließlich 1556 unter anderem mithilfe Joachim Frenzels Bürgschaft auch käuflich erworben.
Im Januar 1557 ritt Lindner als Vertreter von Görlitz nach Regensburg zum von König Ferdinand einberufenen Reichstag, auf dem zwischen 24. Januar und 19. Februar verhandelt wurde. Im Görlitzer Ratsarchiv ist ein ausführlicher Bericht darüber erhalten. Zunächst handelten die Abgeordneten des Sechsstädtebundes eine Bürgschaftssumme von 200.000 Talern, die der König von den Sechsstädten forderte, herunter. Dann nutzten sie die Gelegenheit, die freie Ratswahl (ohne königliche Bestätigung), die sie nach dem Pönfall verloren hatten, wieder einzufordern. Auch verlangten sie das Recht auf eine freie Erblichkeit der Landgüter, das Joachim Frenzel im Sommer zuvor als erster Bürger in der Oberlausitz aus sonderlichen Gnaden König Ferdinands erhalten hatte. Bis 1559 bekamen sie in beiden Sachen Recht, in erster Sache erst von der Böhmischen Hofkanzlei.
Das Amt als Bürgermeister von Görlitz wiederholte Lindner in den Jahren 1557 und 1561. Er starb im Jahr 1564.